# Die weisse Massai
Die weisse Massai es una película alemana estrenada en 2005, basada en la novela homónima de Corinne Hofmann.

## Sinopsis
Narra la historia real de la autora, una mujer suiza que viaja a Kenia con su novio y conoce a un guerrero masái, del que se enamora.

## Trama
Al final de sus vacaciones en Kenia, la suiza Carola (Nina Hoss) conoce al guerrero samburu Lemalian (Jacky Ido), de una subtribu masái. Tras la primera mirada, se siente mágicamente atraída por el desconocido africano y se enamora perdidamente. Carola cancela de inmediato su vuelo de regreso y envía a su novio Stefan (Janek Rieke) solo a casa. Se queda en Kenia y se propone encontrar a Lemalian. Tras un viaje aventurero por la naturaleza africana, Carola conoce a Elisabeth (Katja Flint), una alemana en Maralal y se hacen amigas. Elisabeth la ayuda a encontrar al guerrero. Carola decide abandonar su antigua vida en Suiza y emigra. Entonces vive su sueño en Kenia durante cuatro años, pero la aventura se convierte en una empresa difícil en la que dos culturas chocan ya que son diametralmente opuestas.
Carola da a luz a una hija y abre su propia tienda de comestibles. Presencia una mutilación genital femenina, un mortinato en su Jeep y muchas diferencias culturales que abren una brecha abismal en su matrimonio. Sin embargo, lo que más la preocupa son los celos de Lemalian, quien sospecha que tiene un amante. Cuando la situación se descontrola, decide volar a Suiza con su hija. Al despedirse, Lemalian le dice directamente que no cree que regrese.

## Elenco
- Nina Hoss : Carola
- Jacky Ido : Lemalian
- Katja Flint : Elisabeth
- Antonio Prester : Padre Bernardo
- Janek Rieke : Stefan
- Barbara Magdalena Ahren : La madre de Carola